# Drymobatoides mauritius
Drymobatoides mauritius är en kvalsterart som beskrevs av Arthur P. Jacot 1936. Drymobatoides mauritius ingår i släktet Drymobatoides och familjen Drymobatidae. Inga underarter finns listade i Catalogue of Life.